# Minami-za

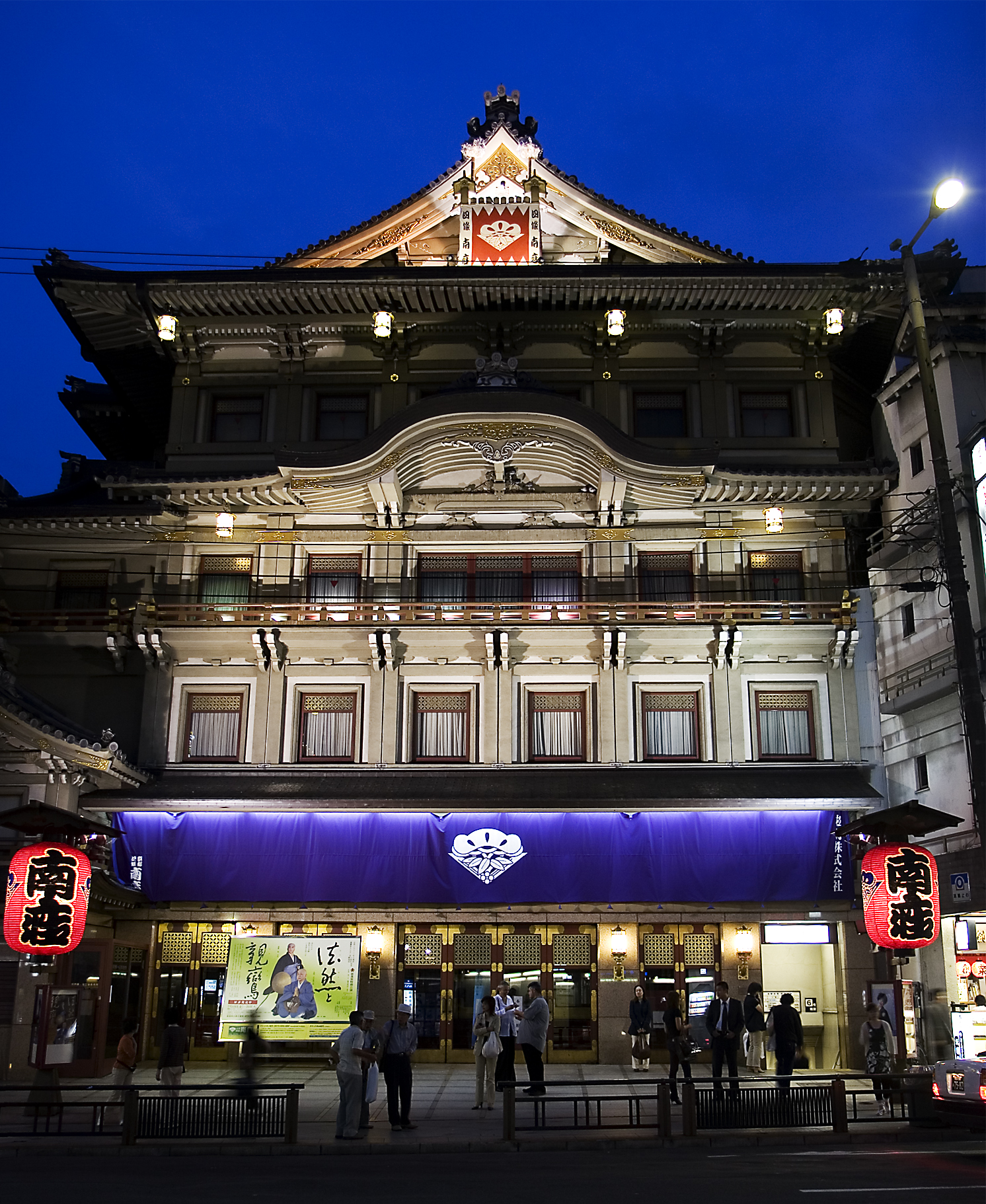
Théâtre Minami-za.

Le Minami-za (南座, Minami-za) est le premier théâtre kabuki du Japon, situé à Kyoto.

## Historique
Le Minami-za a été fondé en 1610 sous le nom Shijō Minami-za. L'actuel bâtiment de 1 086 places a été construit en 1929, dans le style de l'époque Azuchi Momoyama (fin du XVIe siècle.
Il a été nommé en 1996 bien culturel tangible du Japon.